# Leichtathletik-Europameisterschaften 1954/Medaillenspiegel
Dies ist der Medaillenspiegel der Leichtathletik-Europameisterschaften 1954, die vom 25. bis zum 29. August im schweizerischen Bern ausgetragen wurden. Bei identischer Medaillenbilanz sind die Länder auf dem gleichen Rang geführt und alphabetisch geordnet.
| Medaillenspiegel | Medaillenspiegel | Medaillenspiegel | Medaillenspiegel | Medaillenspiegel | Medaillenspiegel |
| Platz            | Land             | Gold             | Silber           | Bronze           | Gesamt           |
| ---------------- | ---------------- | ---------------- | ---------------- | ---------------- | ---------------- |
| 1                | Sowjetunion      | 16               | 11               | 8                | 35               |
| 2                | Tschechoslowakei | 4                | 2                | 5                | 11               |
| 3                | Ungarn           | 4                | 1                | 4                | 9                |
| 4                | Großbritannien   | 3                | 4                | 7                | 14               |
| 5                | BR Deutschland   | 2                | 4                | 3                | 9                |
| 6                | Finnland         | 2                | 3                | 4                | 9                |
| 7                | Schweden         | 1                | 2                | –                | 3                |
| 8                | Frankreich       | 1                | 1                | 1                | 3                |
| 8                | Italien          | 1                | 1                | 1                | 3                |
| 8                | Polen            | 1                | 1                | 1                | 3                |
| 11               | Norwegen         | –                | 1                | 2                | 3                |
| 12               | Belgien          | –                | 1                | –                | 1                |
| 12               | Dänemark         | –                | 1                | –                | 1                |
| 12               | Niederlande      | –                | 1                | –                | 1                |
| 12               | Rumänien         | –                | 1                | –                | 1                |
| Gesamt           | Gesamt           | 35               | 35               | 36               | 106              |